# Ołownik niebieski
Ołownik niebieski (Plumbago zeylanica L.) – gatunek rośliny z rodziny ołownicowatych (Plumbaginaceae Juss.). Występuje naturalnie w Indiach, jednak został naturalizowany w różnych częściach świata. 

## Morfologia

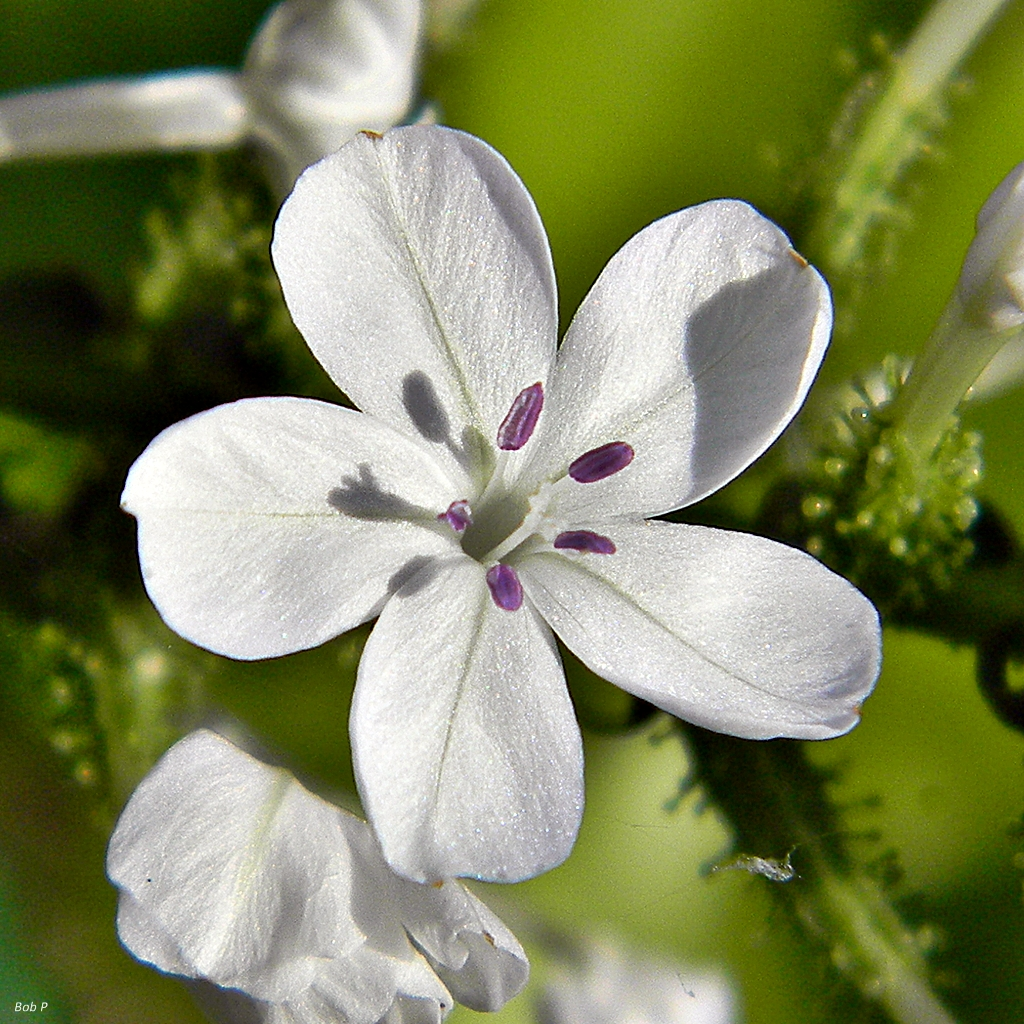
Pojedynczy kwiat

PokrójBylina przybierająca postać krzewu. Dorasta do 1–3 m wysokości.
LiścieBlaszka liściowa ma owalny kształt. Mierzy 5–8 cm długości oraz 2,5–4 cm szerokości, jest całobrzega, ma nasadę od klinowej do rozwartej i spiczasty wierzchołek.
KwiatyZebrane w złożone kłosy o długości 3–8 cm, rozwijają się w kątach pędów. Kielich mają rurkowaty kształt i mierzy do 10–12 mm długości. Płatki mają odwrotnie jajowaty kształt i białawą barwę, dorastają do 18–22 mm długości.

## Biologia i ekologia
Kwitnie od października do marca.